# 太融寺

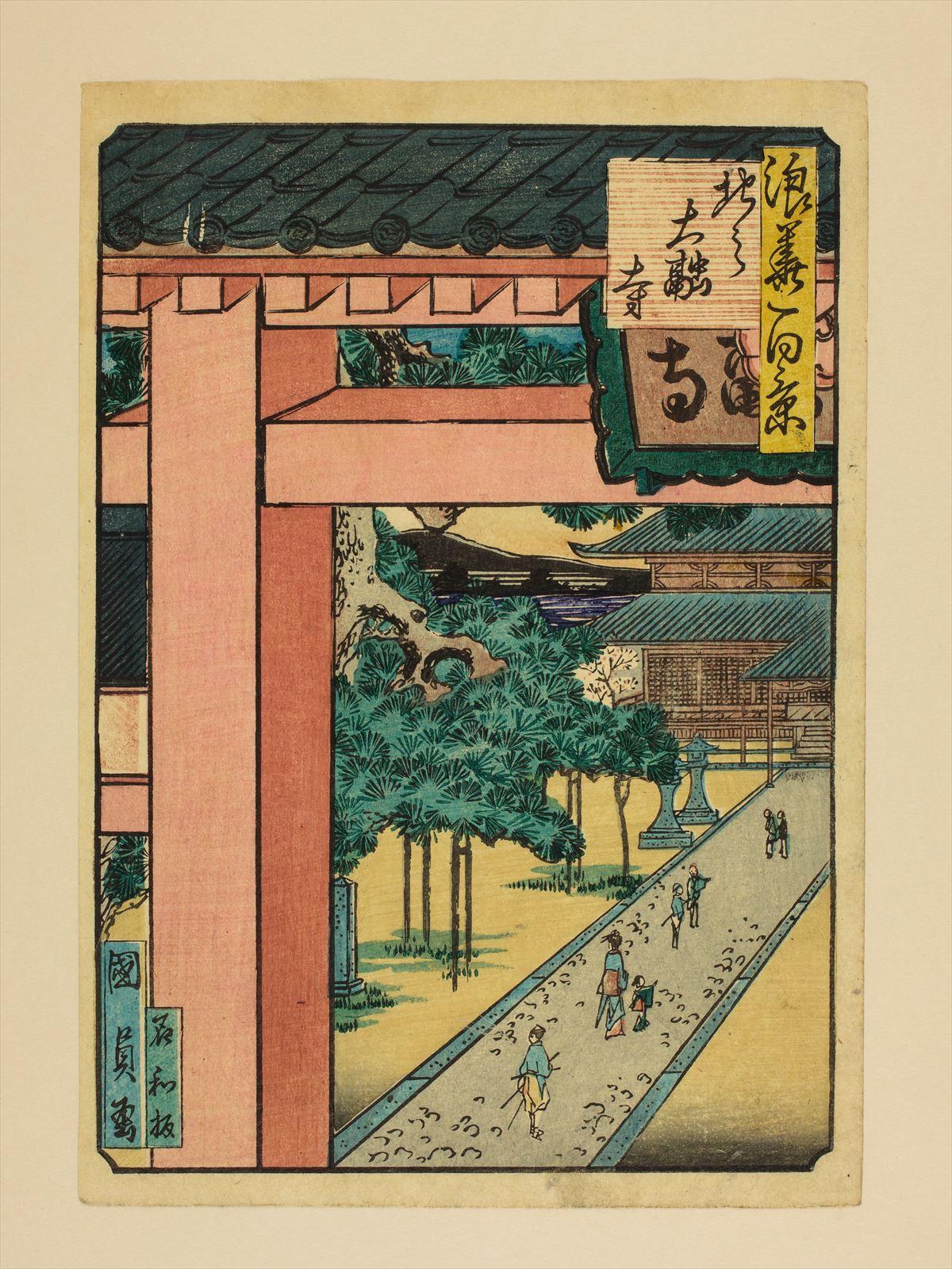
北の大融寺 (浪花百景)

太融寺（たいゆうじ）は、大阪市北区太融寺町にある高野山真言宗の準別格本山の寺院。山号は佳木山。本尊は千手観音。新西国三十三箇所第2番札所。嵯峨源氏の祖である嵯峨天皇第十二皇子源融ゆかりの寺で、古くから当寺付近の地名にもなっている。
「大融寺」と誤記されることもあり、中近世の文書に多い。

## 歴史
当寺の伝承によれば、弘仁12年（821年）に空海（弘法大師）がこの地にあった霊木から地蔵菩薩像と毘沙門天像を作製し、それを祀る草庵を結んだことが当寺の始まりとされている。翌弘仁13年（822年）には嵯峨天皇が当寺に行幸して自らの念持仏である千手観音像を下賜し、当寺はその千手観音像を本尊としたと伝える。
承和10年（843年）に嵯峨天皇の皇子である左大臣源融によって境内地が広げられ、八町四面の七堂伽藍が建立された。その際、山号を佳木山とし、源融の諱から寺名を太融寺と改めた上、鎮守社として神野太神宮（現・綱敷天神社）も創建されている。
慶長20年（1615年）5月の大坂夏の陣の兵火で全焼する。しかし、寺地は削られながらも元禄年間（1688年 - 1704年）に本堂や南大門など25の諸堂が再建され、浪華の名刹として参詣者で賑わった。
明治時代になると神仏分離によって鎮守社の神野太神宮が独立している。
1880年（明治13年）3月17日には当寺で国会期成同盟が結ばれて全国に自由民権運動が広まっていった。
太平洋戦争中の金属類回収令によって梵鐘は供出されるところであったが、美術品として優れたものであるとして免除されている。
1945年（昭和20年）6月1日の第2回大阪大空襲により再び全焼してしまうが、本尊の千手観音像は早くから高野山に預けられていたため無事であった。
戦後になって本堂、大師堂を始め20余りの堂宇が再興された。
1970年（昭和45年）に起きた天六ガス爆発事故や1972年（昭和47年）に起きた千日デパート火災の際には、当寺は犠牲者の遺体安置所とされた。

## 境内
- 本堂 - 1960年（昭和35年）再建[5]。
- 厄除弘法大師像
- 一願堂 - 不動明王（一願不動尊）を祀る。1986年（昭和61年）建立[5]。
- 北野辯財天堂
- 榎木稲荷
- 奥之院
- 宝塔 - 1986年（昭和61年）建立。1層目は護摩堂、2層目は経蔵になっている[5]。
- 護摩堂 - 1986年（昭和61年）再建。宝塔の1層目でもある[5]。
- 大師堂 - 空海（弘法大師）を祀る。1986年（昭和61年）再建[5]。
- 客殿
- 寺務所
- 東門
- 八角堂 - 2019年（令和元年）10月建立。永代供養の位牌を祀る[4]。
- 横綱玉の海正洋の碑
- 写経塚
- 国会期成同盟発祥之地の碑
- 庭園「九山八海庭」 - 石庭[5]。
- 鐘楼 - 1973年（昭和48年）再建[5]。
- 西門
- 白龍大社 - 女性の縁結びの神として信仰を集めている。
- 龍王大神 - 男性の縁結びの神として信仰を集めている。
- 淀殿の墓 - 六重石塔。東成郡鴫野村弁天島（現・大阪ビジネスパークの西側）にあった淀姫神社に安置されていたものであるが、1877年（明治10年）に弁天島全域が軍用地に指定されたことに伴い現在地に移された[5]。
- 北門
- 本坊 - 2006年（平成18年）10月再建[4]。写経会や座禅会の他、桂米朝一門を筆頭に落語会なども催されている。落語の亭号の「桂」は山号の「佳木山」が由来とされている。
- 南門 - 冠木門。

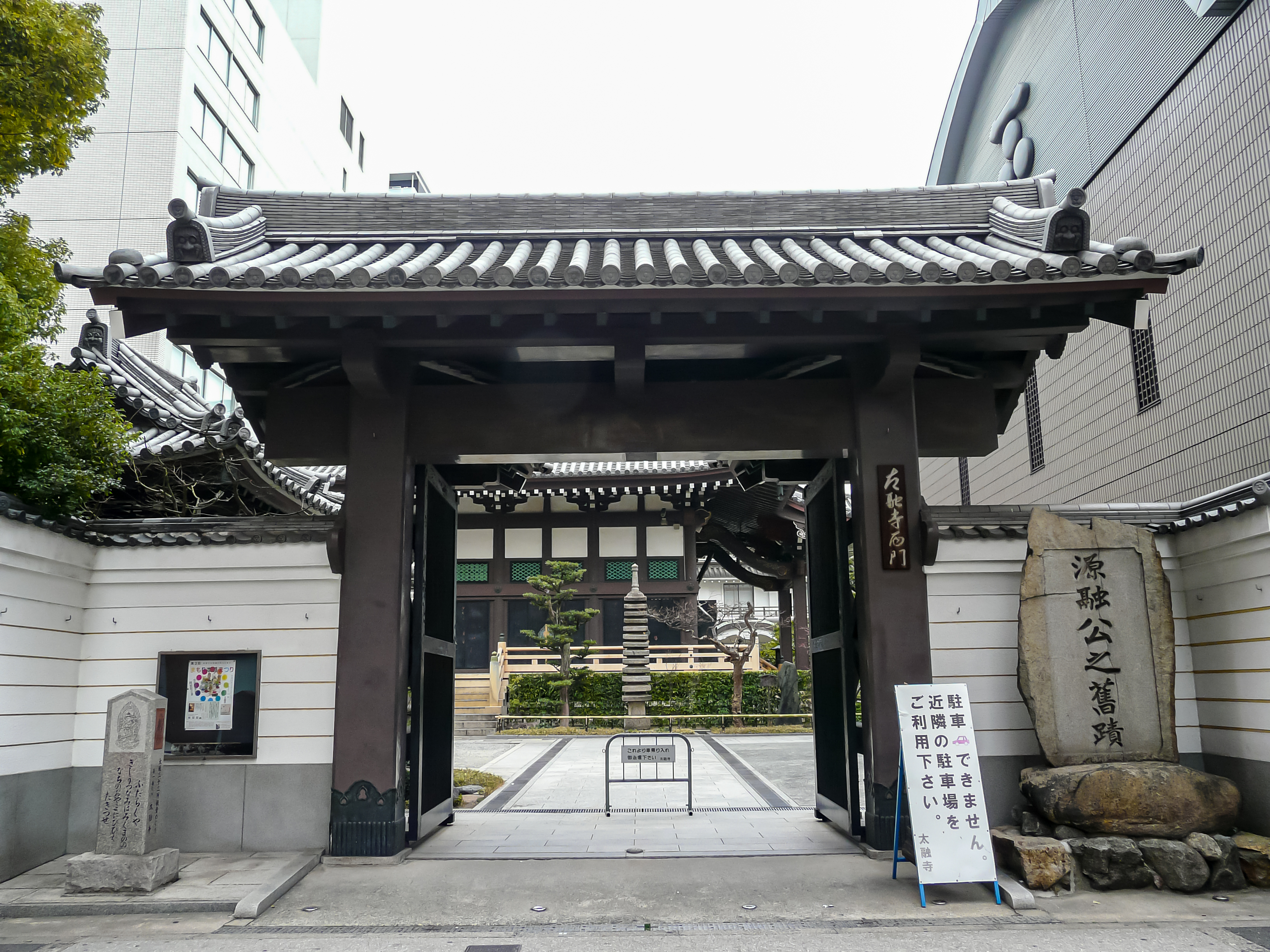
西門
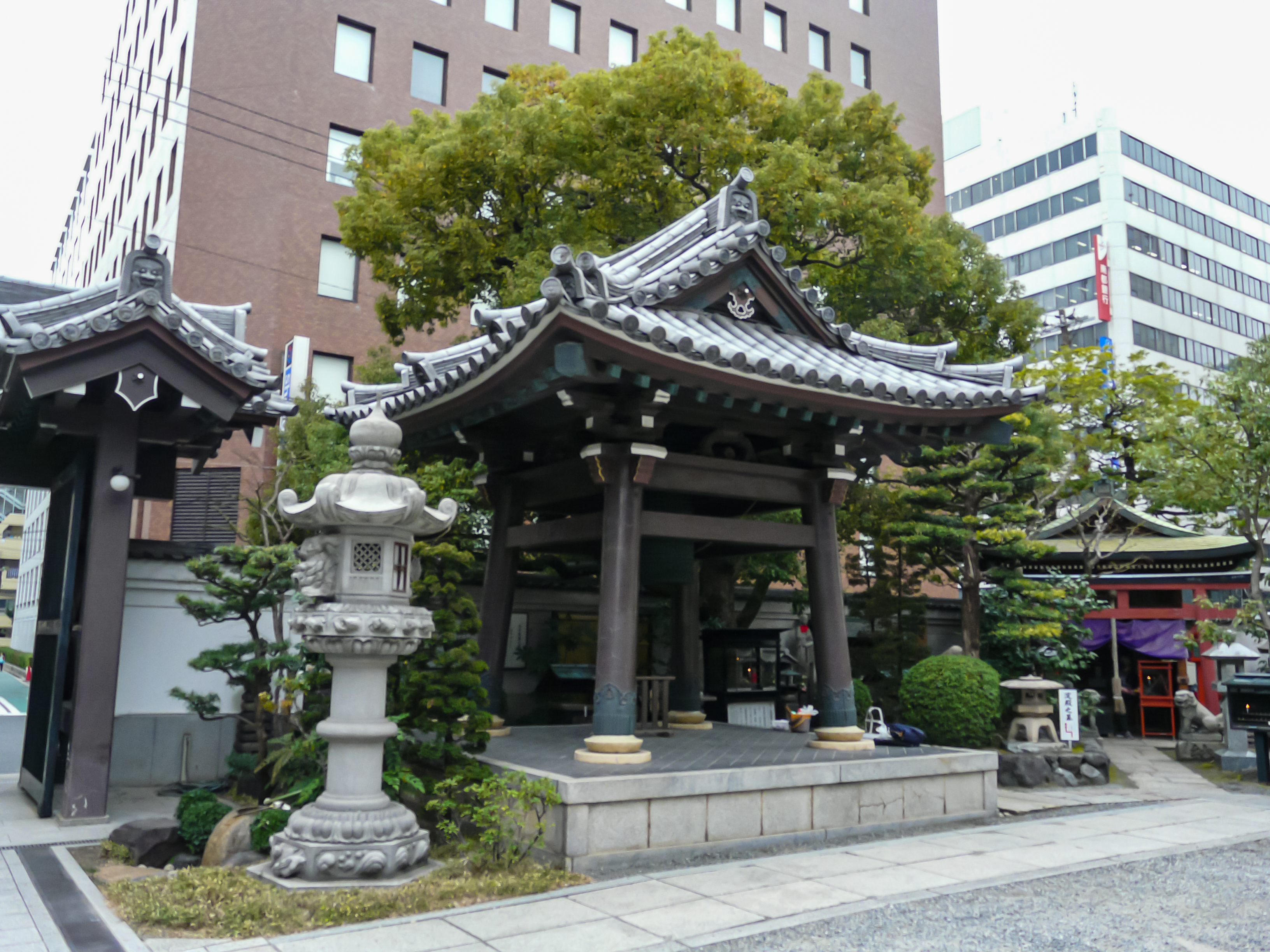
鐘楼と右奥に白竜明神。その間に水子地蔵尊と淀殿の墓。
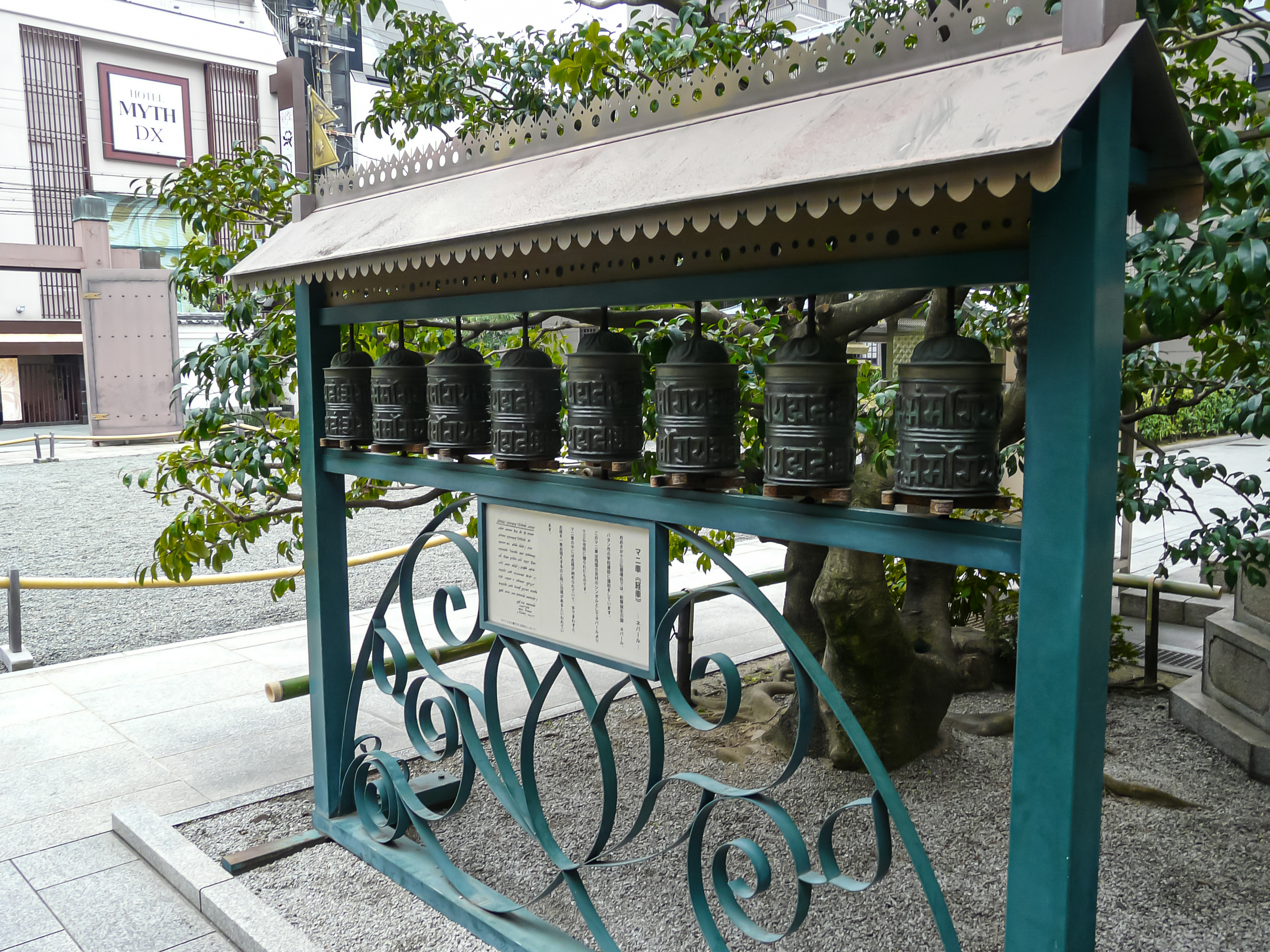
摩尼車
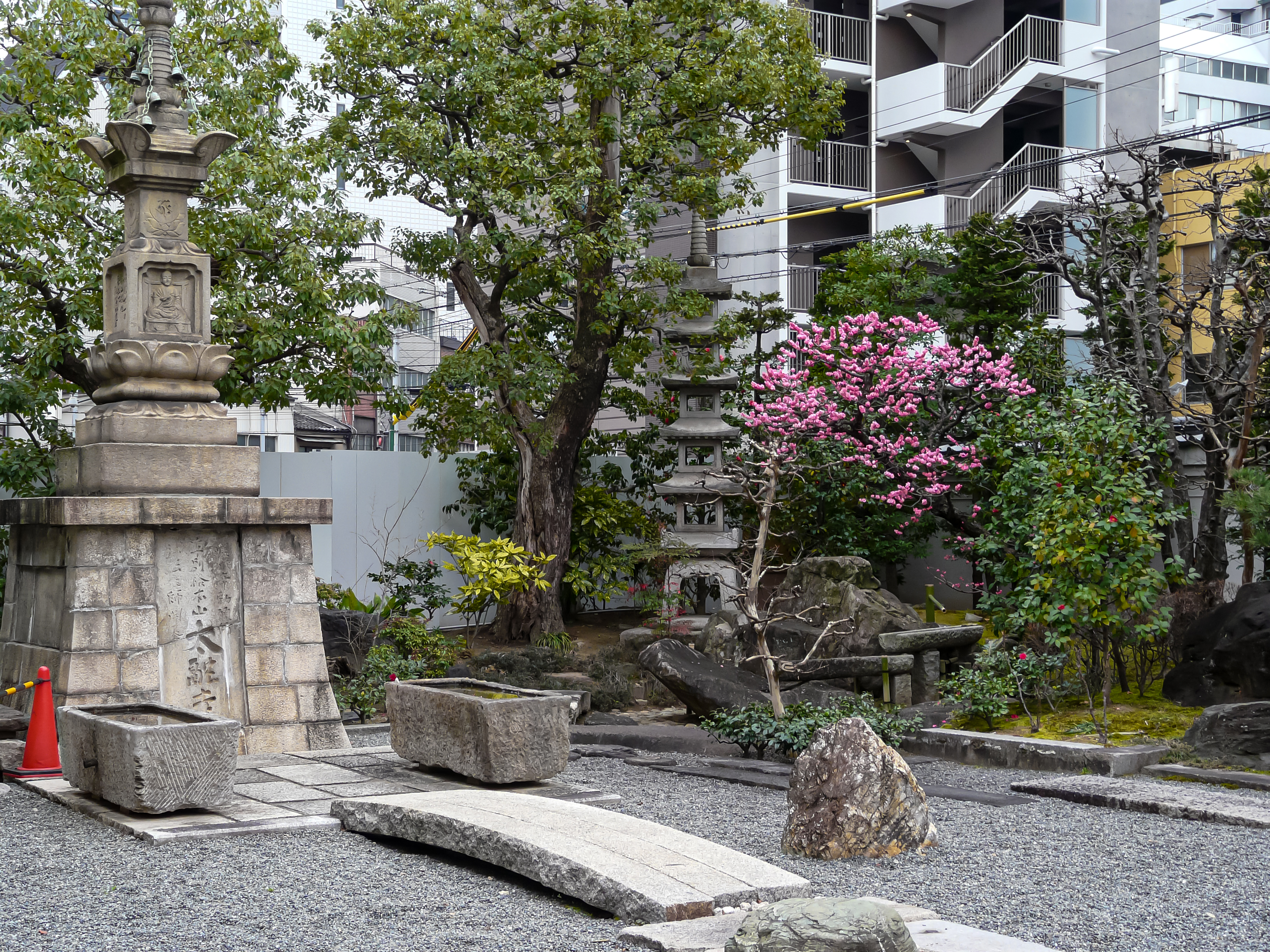
九山八海庭
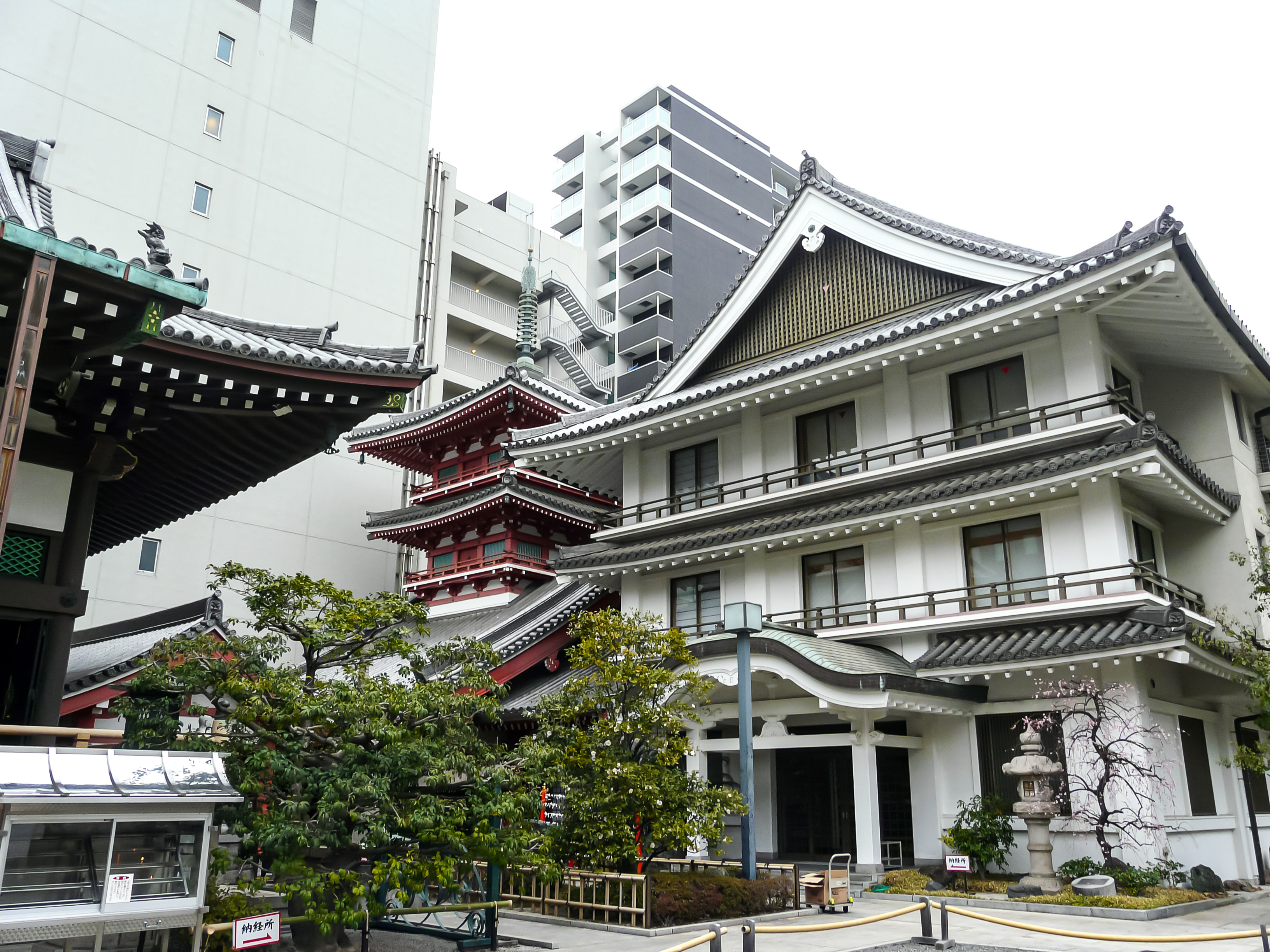
客殿（右側白い建物）、一願堂（左）、一願堂下方に、大師堂、護摩堂がある。
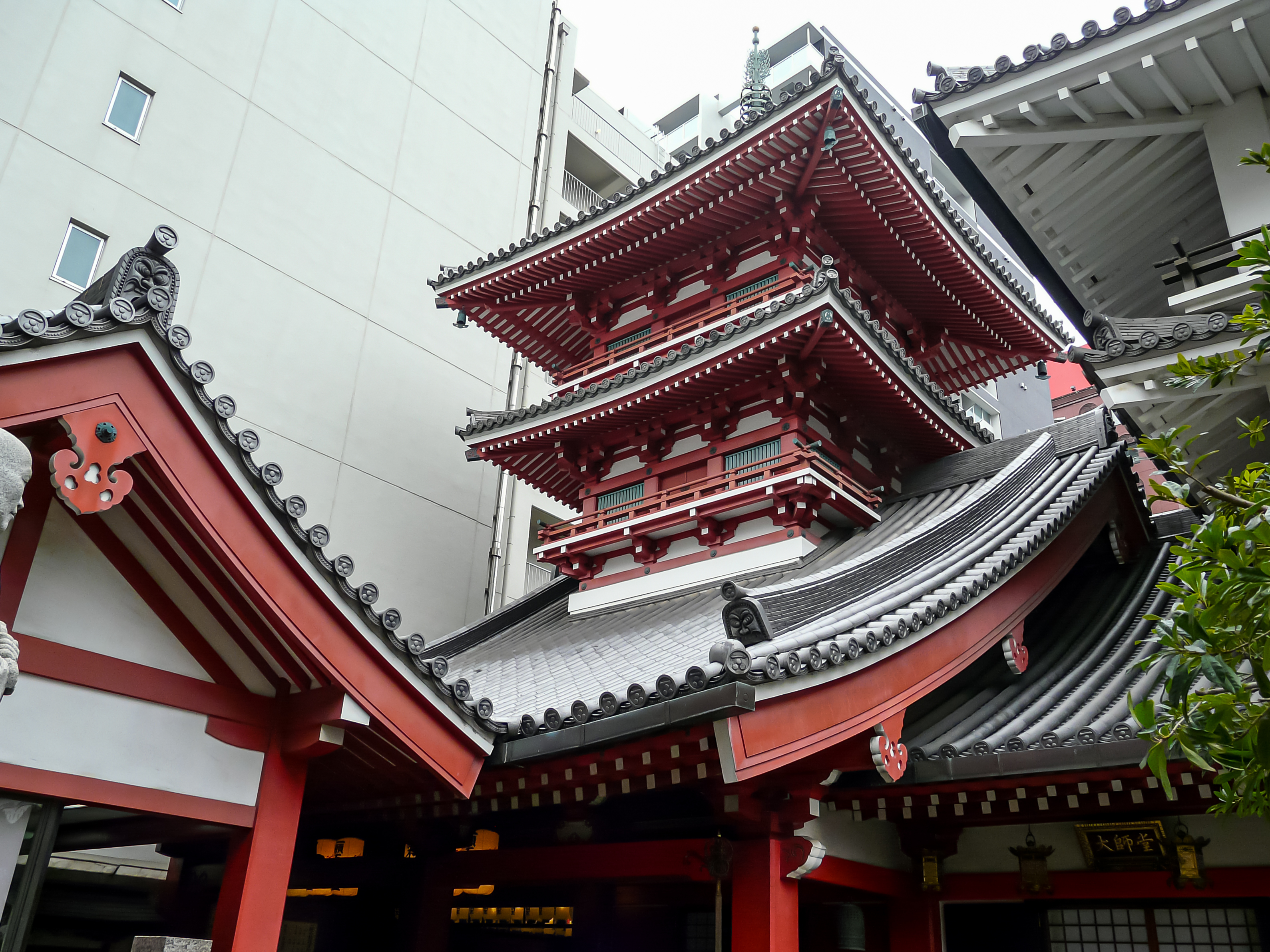
一願堂
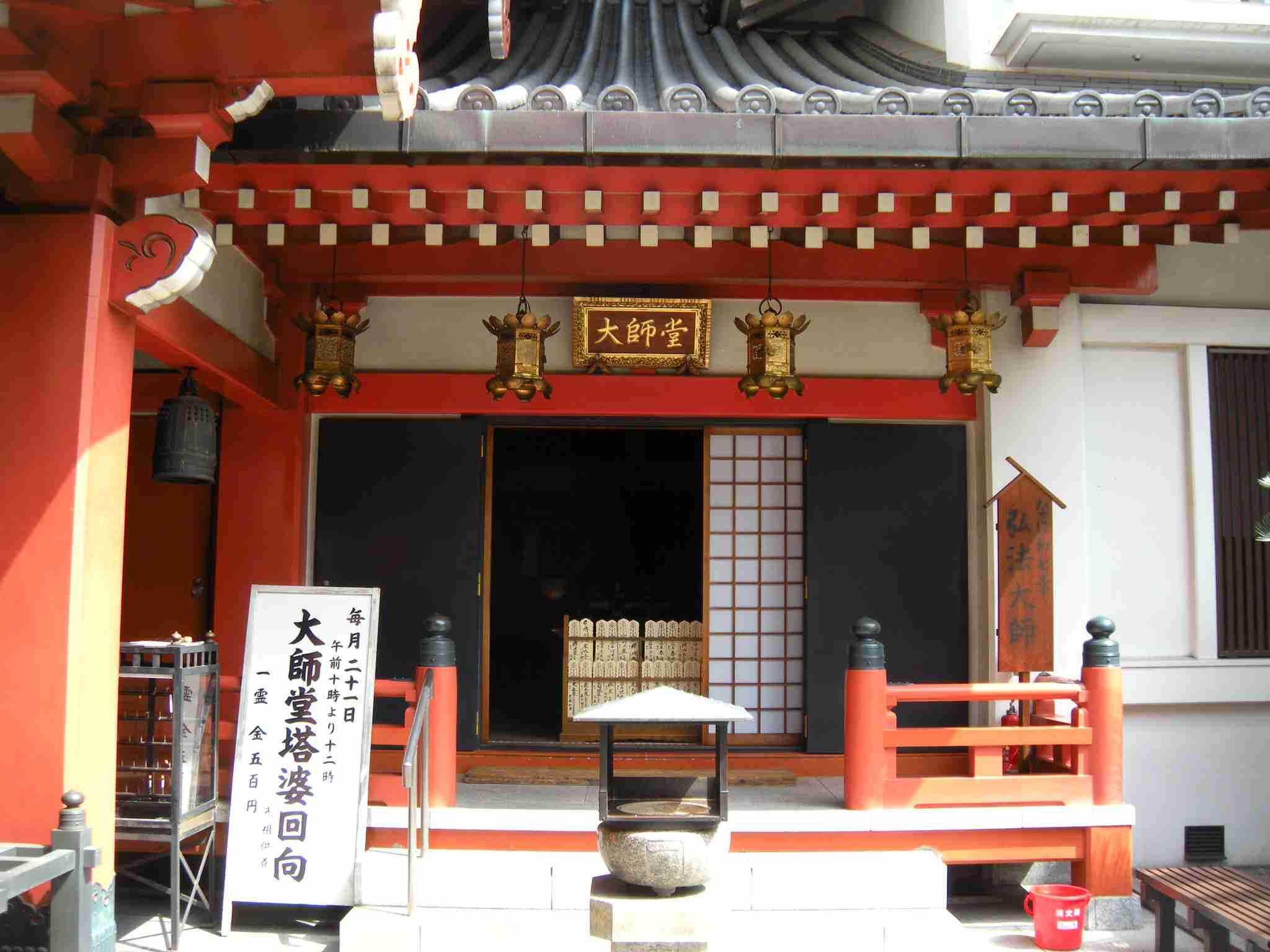
大師堂
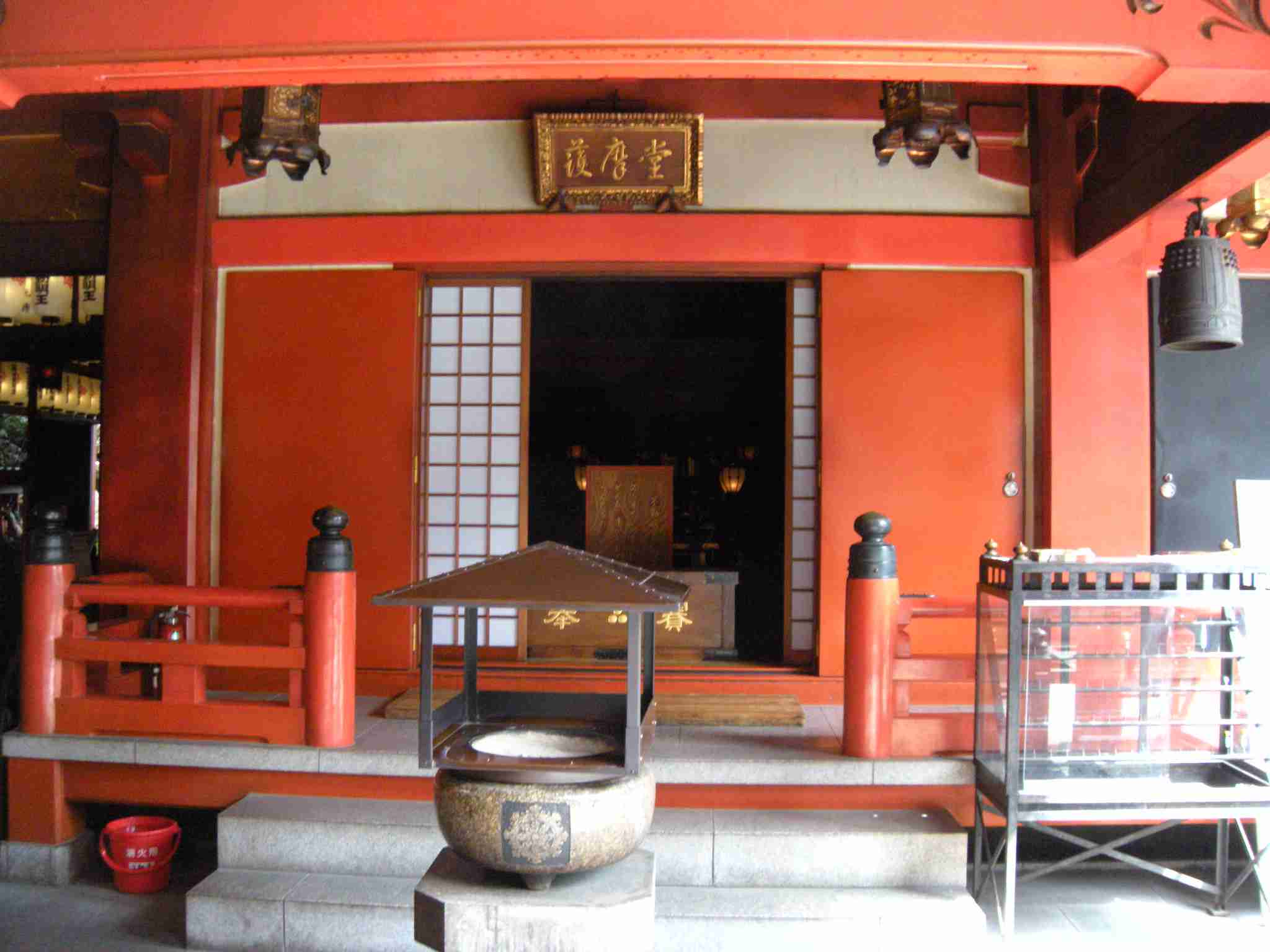
護摩堂
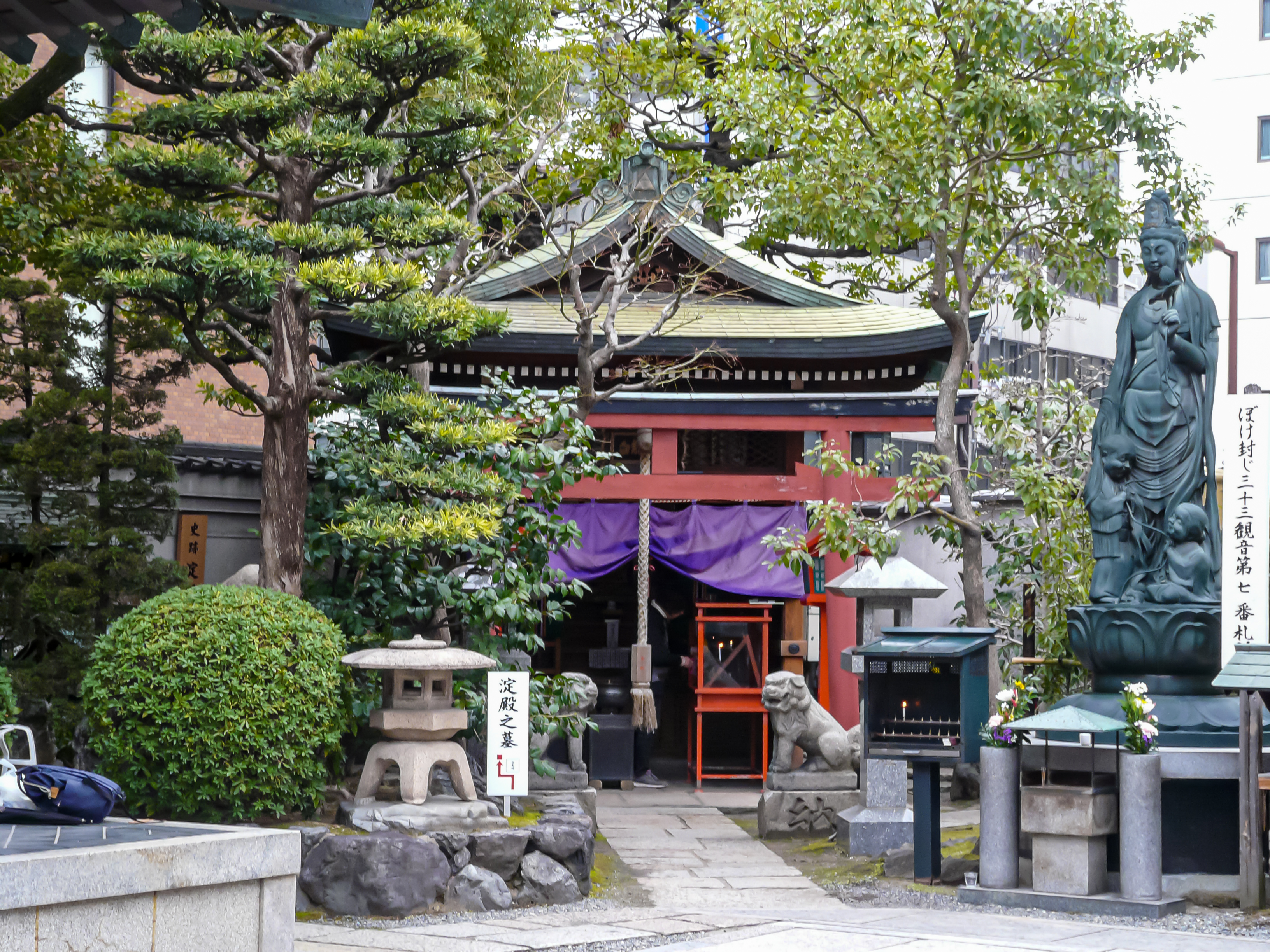
白竜明神（真中）、ぼけ封じ観音（右）
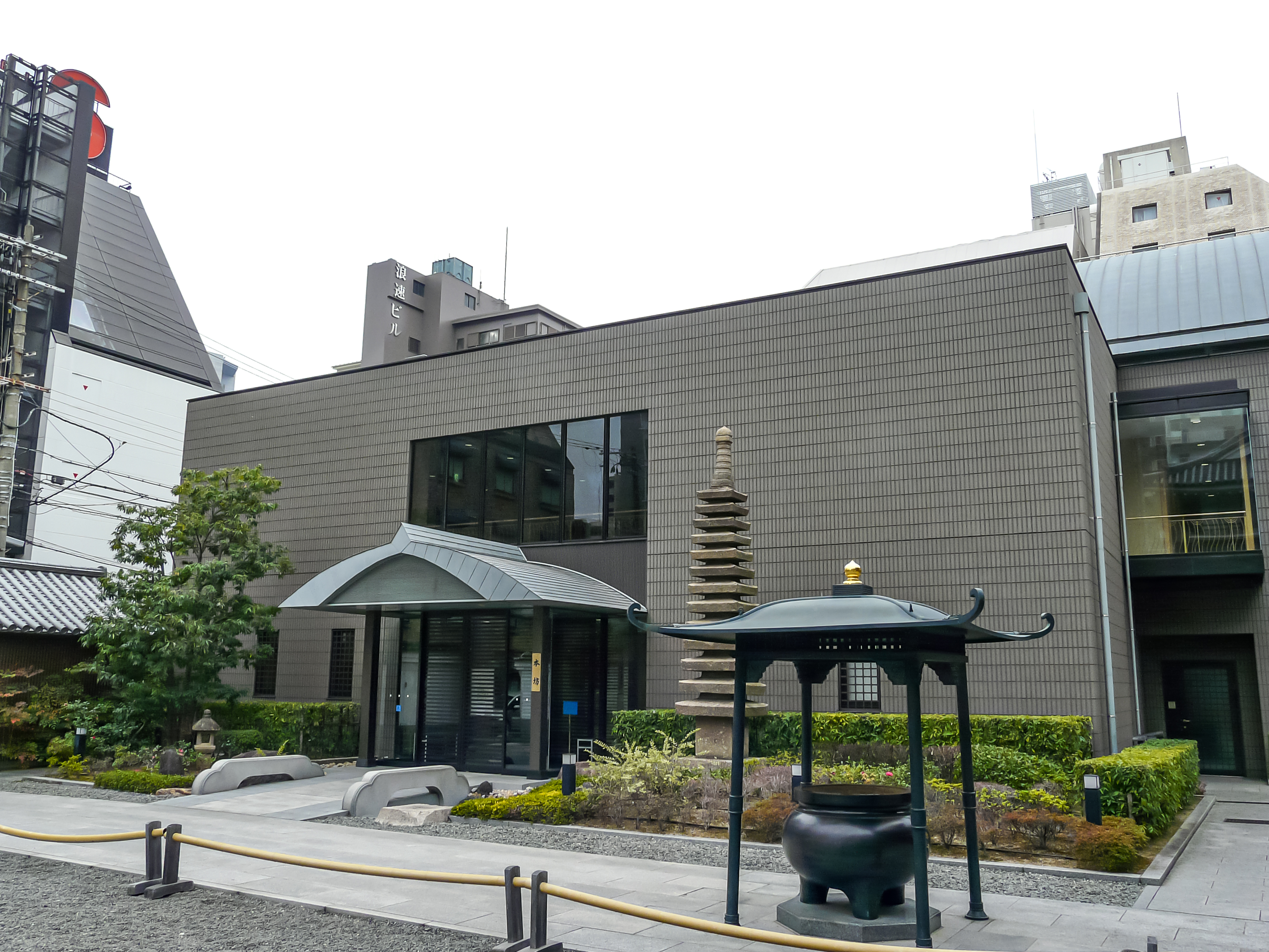
本坊

## 文化財

### 大阪市指定有形文化財
- 木造千手観音菩薩立像

## 行事
- 毎月28日 一願不動尊　護摩供

## 前後の札所
新西国三十三箇所
客番 清水寺　-　2 太融寺　-　3 鶴満寺
近畿三十六不動尊霊場
5 報恩院境内　-　6 太融寺不動堂　-　7 国分寺護摩堂
摂津国八十八箇所
5 持明院　-　6 太融寺　-　7 富光寺
おおさか十三仏霊場
7 全興寺　-　8 太融寺　-　9 国分寺
大坂三十三所観音めぐり
1 太融寺　-　2 蟠龍寺
なにわ七幸めぐり（無病息災）
神仏霊場巡拝の道
50 大阪天満宮　-　51 太融寺　-　52 施福寺
ぼけ封じ近畿十楽観音霊場
6 総持寺　-　7 太融寺　-　8 大龍寺

## 所在地
- 大阪府大阪市北区太融寺町3-7

## アクセス
- 大阪メトロ谷町線 東梅田駅より徒歩約7分。
- 大阪メトロ御堂筋線 梅田駅より徒歩約10分。
- JR東海道本線（JR京都線・JR神戸線）・大阪環状線・おおさか東線 大阪駅より徒歩約10分。
- 阪急電鉄神戸本線・宝塚本線・京都本線 大阪梅田駅より徒歩約10分。
- 阪神電鉄本線 大阪梅田駅より徒歩約10分。

## 周辺地域
太融寺は曽根崎東の交差点（ホワイティうめだ・泉の広場）から東へ200mにあり、梅田の東部に当たる。周辺は梅田の歓楽街になっており、近くには映画館（梅田ピカデリー）やラブホテルが複数存在する。同じ町内に寺が4つある。かつては関西テレビ放送の本社も近くにあり、番組に関連したイベントを境内で行ったことがある。
- 綱敷天神社 - 氏地であり、かつての鎮守社。
- 堀川戎神社
- 光智山法清寺（かしく寺）
- 露天神社（お初天神）
- 高照山本傳寺
- 補陀落山圓通院